# 松橋駅
松橋駅（まつばせえき）は、熊本県宇城市不知火町御領にある、九州旅客鉄道（JR九州）鹿児島本線の駅である。

## 歴史

### 年表

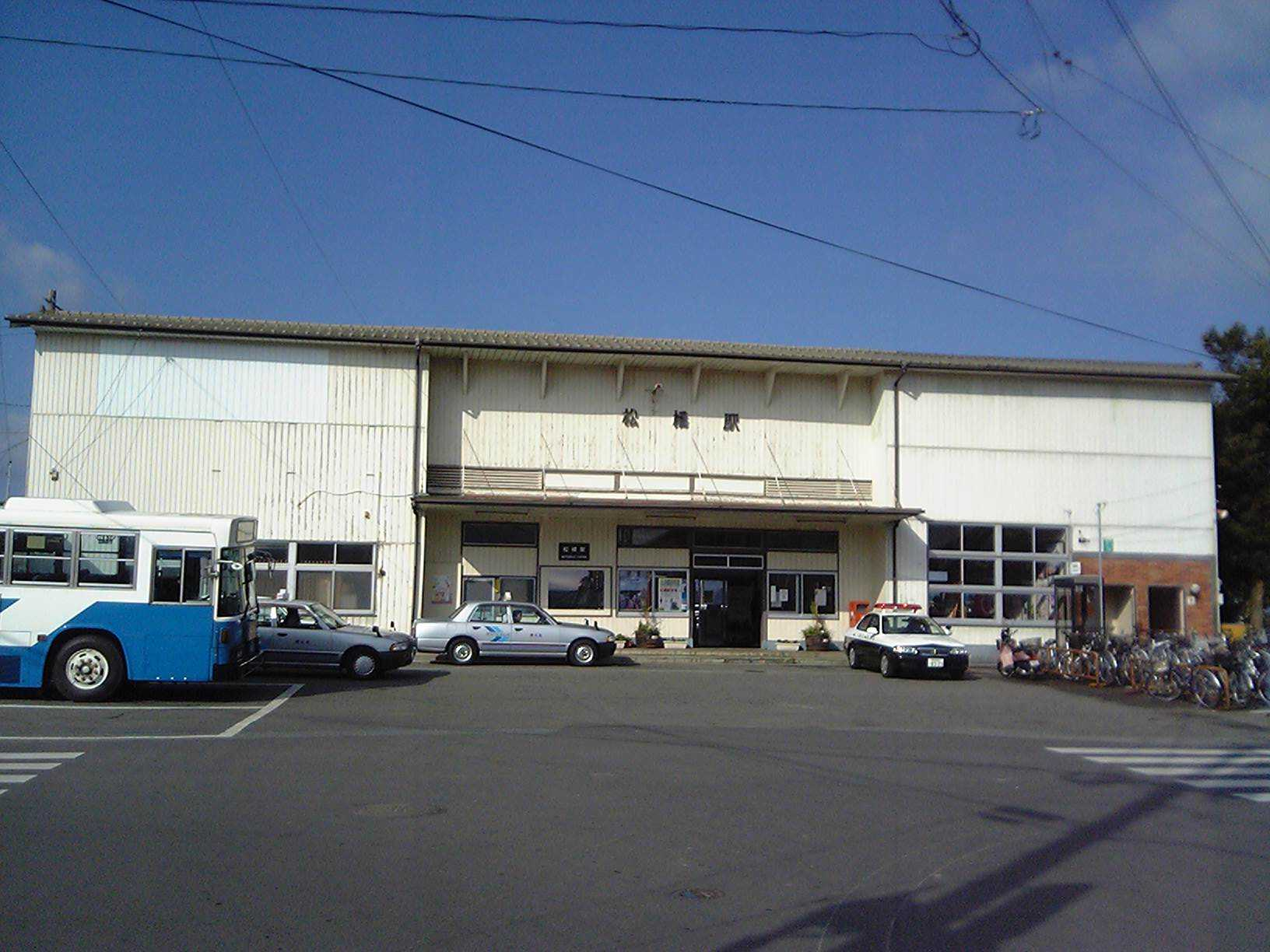
旧駅舎（2006年1月）

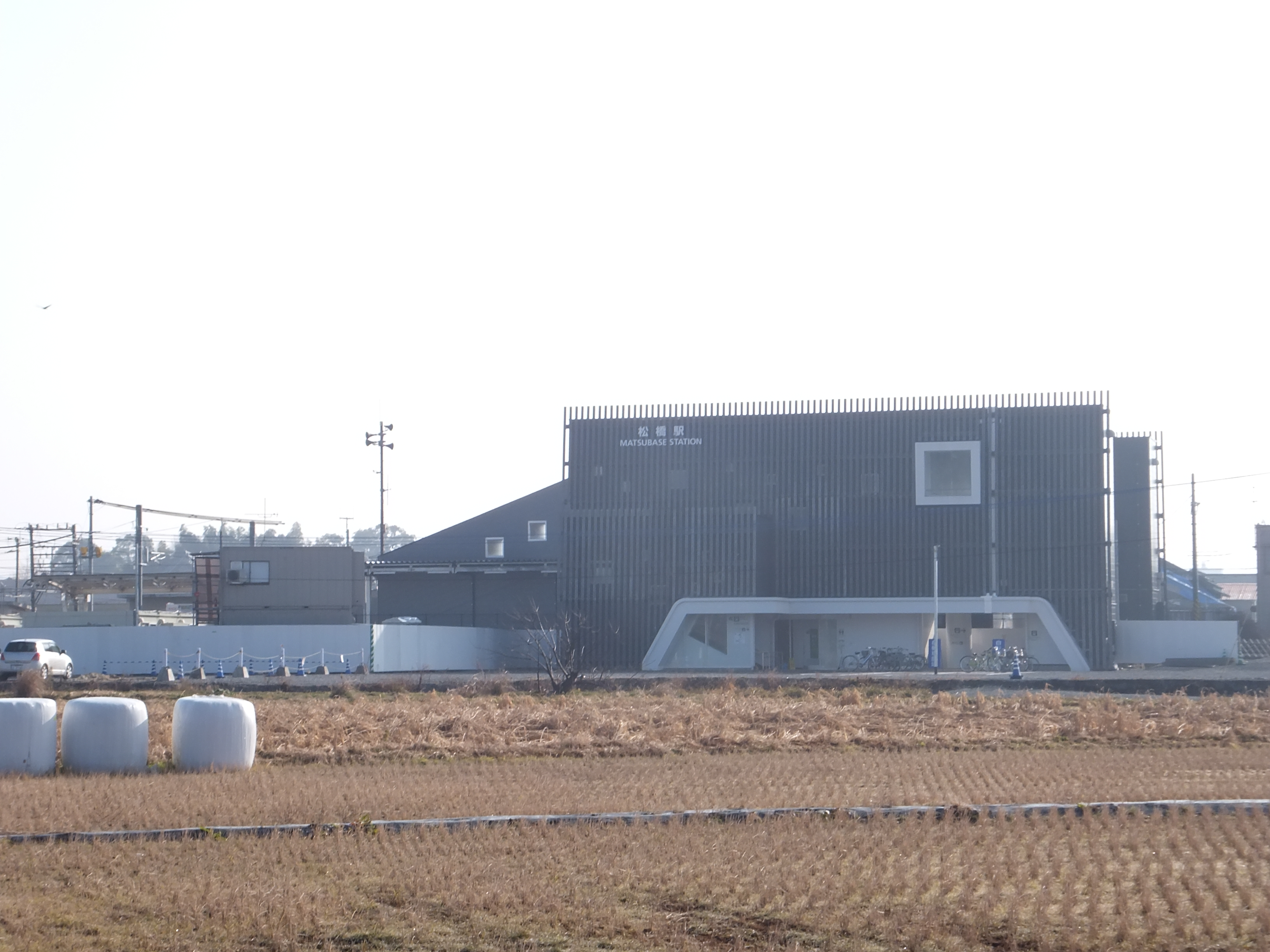
西口（2017年1月）

- 1895年（明治28年）1月28日：九州鉄道（初代）の駅として開設[3]。
- 1907年（明治40年）7月1日：九州鉄道（初代）が国有化され帝国鉄道庁が所管[3]。
- 1934年（昭和9年）6月1日：当駅を経由する省営バス佐俣線が開通。
- 1945年（昭和20年）7月27日：空襲により駅構内に停車中の列車が機銃掃射を受け24名が死亡。
- 1969年（昭和44年）12月20日：国鉄バス佐俣線廃止。
- 1976年（昭和51年）10月25日：貨物取扱廃止[3]。
- 1985年（昭和60年）3月14日：荷物扱い廃止[3]。
- 1987年（昭和62年）4月1日：国鉄分割民営化により九州旅客鉄道が継承[3]。
- 2004年（平成16年）3月13日：特急「九州横断特急」運転開始。
- 2012年（平成24年）12月1日：交通系ICカードSUGOCA対応[4]。
- 2015年（平成27年）
  - 3月：駅舎橋上化及び周辺工事のため仮駅舎に移転、翌月着工[5]。
  - 6月29日：のりばを2面3線から1面2線に変更[6]。
- 2016年（平成28年）
  - 3月26日：特急「九州横断特急」廃止に伴い、普通列車のみの停車駅となる[7]。
  - 10月1日：新駅舎（橋上駅舎）完成[8]。
- 2017年（平成29年）3月：西口広場整備完了。
- 2021年（令和3年）11月19日：東口広場、第2期整備完了[9]。
- 2023年（令和5年）10月1日：駅営業形態をJR九州サービスサポートによる業務委託駅から[10]、九州旅客鉄道本体による直営駅へ変更[11]。

### 駅名の由来
- 開業時の地名・松橋町が由来、駅所在地は隣村であった不知火村だった。
- 古くは「松葉の瀬戸」や「松馳」と読まれていた。
- 「松橋駅」の近くにある宇土半島は元々は島であり、不知火海と有明海は海峡で繋がっていた。この海峡は古くから「松葉の瀬戸」と言われ、いつしか「まつばせ」になり「松馳」と記された。この地が大野川を徒渉したところで後に橋が架かり、今の「松橋」に改名したという。「松橋」を「まつはし」と呼ばないのにはこのような歴史があるためである。

## 駅構造
島式ホーム1面2線を有する地上駅で橋上駅舎を備える。東口と西口は自由通路で結ばれている。西口広場は2017年3月に整備完了した。
直営駅であるが、駅長の配置はない。2023年9月まではJR九州サービスサポートが運営する業務委託駅であった。
宇城市の中心駅であり、かつては宇土半島への観光地として賑わっており優等列車の停車駅で、一部特急列車や急行「えびの」「くまがわ」が停車していた。九州新幹線開業後は特急「九州横断特急」が早朝上り1本、夜間下り1本が停車していたが、2016年3月26日ダイヤ改正で特急列車が全て廃止され、2017年3月4日ダイヤ改正から運行を開始した特急列車も全列車通過となったため、普通列車のみの停車駅となった。

### のりば
| のりば | 路線        | 方向 | 行先                   |
| ------ | ----------- | ---- | ---------------------- |
| 1      | ■鹿児島本線 | 下り | 新八代・八代方面       |
| 2      | ■鹿児島本線 | 上り | 熊本・玉名・大牟田方面 |

過去ののりばについて
2015年6月28日までは、駅舎から1番線（八代方面）・2番線（特急往来時期の待避線）・3番線（熊本方面）の2面3線だった。

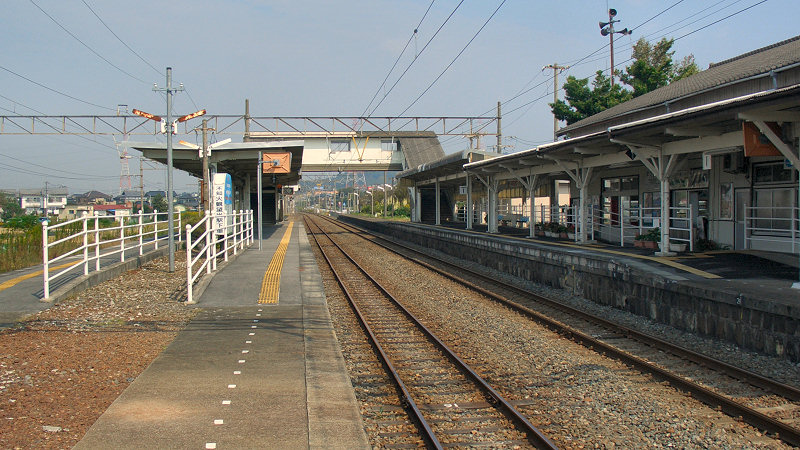
構内（現在は島式ホームのみ運用）

## 利用状況
- 1日平均乗降人員の推移は以下の通り。

| 乗降人員推移 | 乗降人員推移 |
| 年度         | 1日平均人数  |
| ------------ | ------------ |
| 2005         | 3,574        |
| 2006         | 3,567        |
| 2007         | 3,474        |
| 2008         | 3,498        |
| 2009         | 3,336        |
| 2010         | 3,352        |

2016年からの1日平均乗車人員の推移は以下の通り。
| 年度   | 1日平均 乗車人員 | 増加率 |
| ------ | ---------------- | ------ |
| 2016年 | 1,764            |        |
| 2017年 | 1,758            | -0.3%  |
| 2018年 | 1,736            | -1.1%  |
| 2019年 | 1,724            | -0.7%  |
| 2020年 | 1,340            | -22.3% |
| 2021年 | 1,426            | 6.4%   |
| 2022年 | 1,504            | 5.5%   |
| 2023年 | 1,633            | 9.2%   |

## 駅周辺

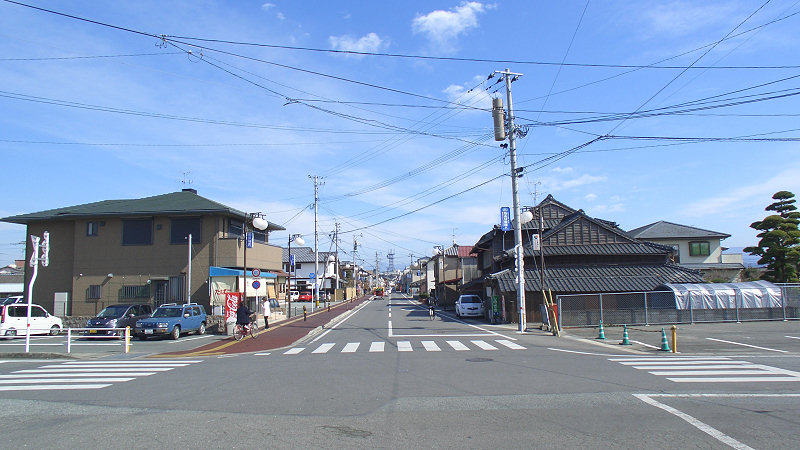
駅前

西側は田畑と住宅が混在しているが、駅舎のある東側は松橋市街地を形成している。また、駅前には松橋駅前バス停がある。
- 宇城市役所
- 宇城市役所不知火支所
- 不知火美術館
- 不知火体育館
- 塚原平古墳
- 圓光寺
- 松橋神社
- 熊本県立松橋高等学校
- マルショク松橋駅前店
- 松橋郵便局
- 国道266号
- 熊本県道14号八代鏡宇土線
- 熊本県道181号松橋停車場線
- ウキウキロード - 広域農道

## バス路線
駅前および駅周辺のから利用可能のバス路線は下記の通り
| 停留所名           | 運行事業者         | 路線名                   | 行先                                               | 備考                                                                                 |
| 駅前東口ロータリー | 駅前東口ロータリー | 駅前東口ロータリー       | 駅前東口ロータリー                                 | 駅前東口ロータリー                                                                   |
| ------------------ | ------------------ | ------------------------ | -------------------------------------------------- | ------------------------------------------------------------------------------------ |
| 松橋駅             | 産交バス           | 宇土砥用線 松橋砥用線    | 宇土本町二丁目砥用中央（佐俣の湯）                 | 宇土本町二丁目始発便（平日最終便・土曜初発便）は「佐俣の湯」（施設内）は経由しない。 |
| 松橋駅             | 産交バス           | 宇土松橋（松橋駅経由）線 | 松橋産交                                           | 平日（8時台の1便）のみ運行 松橋産交到着後に「八代（八代産交）」行きとなる。          |
| 松橋駅             | 熊本バス           | M6-3：城南線（松橋系統） | 桜町バスターミナル（曲野・城南・イオンモール熊本） | 平日・土曜のみ運行                                                                   |
| 駅東交差点付近     |                    |                          |                                                    |                                                                                      |
| 松橋駅通り         | 産交バス           | 松橋三角線               | 松橋産交三角産交（松合）                           | 平日・土曜のみ運行                                                                   |

## 隣の駅
九州旅客鉄道（JR九州）
■鹿児島本線
■区間快速・■普通
宇土駅 - 松橋駅  - 小川駅